# Leptocentrus rubrinigris
Leptocentrus rubrinigris är en insektsart som beskrevs av Ananthasubramanian 1980. Leptocentrus rubrinigris ingår i släktet Leptocentrus och familjen hornstritar. Inga underarter finns listade i Catalogue of Life.